# Phyllachora bambusae
Phyllachora bambusae är en svampart som först beskrevs av Gottlob Ludwig Rabenhorst, och fick sitt nu gällande namn av Mordecai Cubitt Cooke 1885. Phyllachora bambusae ingår i släktet Phyllachora och familjen Phyllachoraceae.   Inga underarter finns listade i Catalogue of Life.